# 모범가족
《모범가족》(영어: A Model Family)은 넷플릭스에서 2022년 8월부터 방영된 대한민국의 범죄, 스릴러 드라마이다.